# イッツ・ショータイム (テレビ番組)
『イッツ・ショータイム』（英語: It's Showtime!）は、ABS-CBNが放送するフィリピンのテレビバラエティ番組で、2009年10月24日に初演された。タイトルの意味は「それはショータイム」。

## 出演者
- バイス・ガンダ (2009年- )
- ヴォング・ナバロ (2009年- )
- アン・カーティス (2009年- )
- カリル (2011年- )
- ジョング・ヒラリオ (2012年- )
- アミー・ペレス (2009年 - )
- マリエル・ロドリゲス (2016年, 2018年- )
- ライアン・バング (2012年- )
- テディ・コープス (2016年- )
- ジュグス・フゲタ (2009年- )